# Schlacht bei Reichenbach
Pirna – Lobositz – Prag – Gabel – Kolin – Groß-Jägersdorf – Moys – Roßbach – Breslau – Leuthen – Domstadtl – Olmütz – Neisse – Zorndorf – Hochkirch – Himmelreich – Kay – Kunersdorf – Hoyerswerda – Maxen – Koßdorf – Landeshut – Liegnitz – Oschatz – Berlin – Wittenberg – Torgau – Döbeln – Burkersdorf – Reichenbach – Freiberg
Die Schlacht bei Reichenbach (auch: Schlacht am Fischerberg) war ein Gefecht des Siebenjährigen Krieges am 16. August 1762 zwischen Preußen und Österreich.

## Ausgangslage
Die Preußen schlossen nach dem Gefecht bei Burkersdorf die Festung Schweidnitz ein, während sich die Österreicher unter Daun hinter das Eulengebirge zurückgezogen hatten. Anfang August wurde Friedrich II. gemeldet, dass Daun seine Hauptmagazine von Braunau nach Habelschwerdt verlege. Der König schloss daraus, dass die Österreicher den Entsatz von Schweidnitz versuchen wollten. Diese Annahme wurde durch die Meldung unterstützt, dass das österreichische Korps des Generals Beck aus Oberschlesien heranrückte und zur Hauptmacht Dauns stieß. Friedrich II. zog daraufhin die Truppen des Herzogs von Bevern heran. Am 13. August vereinigten sich die Preußen bei Peilau südwestlich von Reichenbach.
Friedrich II. traf nun Vorbereitungen, um einen Angriff der sich zwischen Wartha und Silberberg sammelnden österreichischen Kräfte abzuweisen. Er teilte seine Armee in zwei Gruppen: Gruppe des Herzogs von Bevern mit etwa 14 Bataillonen und Artillerie ostwärts von Nieder- und Mittel-Peilau mit linkem Flügel auf dem Fischerberg, Gruppe General von Möllendorff mit zehn Bataillonen und Artillerie bei Peterswaldau mit rechtem Flügel am Gebirge. Der König schloss sich der zweiten Abteilung an.
Die Stellung der beiden Gruppen bildete einen Winkel, dessen Spitze bei Reichenbach lag. Zur Sicherung und zur Verbindung zwischen den beiden Abteilungen wurde General von Werner mit etwa 30 Eskadronen südlich von Peterswaldau, mit Vortruppen auf dem Herrleinberg und Hutberg und mit Teilen bei Herrenvorwerk ostwärts Reichenbach, positioniert. General von Zieten mit 43 Eskadronen sicherte rückwärts bei Peiskersdorf die Gebirgsausgänge. Friedrich II. ordnete an, dass die zunächst angegriffene Abteilung sich auf Verteidigung beschränken, während ihr die andere Gruppe zu Hilfe eilen sollte.

## Schlachtverlauf
Die Österreicher zogen am 15. August um Silberberg herum ihre Kräfte (ca. 47.000 bis 48.000 Mann) zusammen und traten am 16. August um 2 Uhr morgens in drei Kolonnen den Vormarsch zum Angriff auf den linken preußischen Flügel bei Peilau an. Die rechte Kolonne unter Lacy marschierte von Schönwalde auf Habendorf, die mittlere Kolonne unter General Odonel von Schönwalde auf Langenbielau sowie die linke Kolonne unter Laudon auf Neubielau. Die Avantgarde unter General Brentano drängte nach harten Kämpfen die preußischen Kräfte aus Langenbielau und besetzte den Ort. Gegen Mittag marschierten die Österreicher in der Linie Habendorf-Herrleinberg auf und begannen mit dem Aufschlagen der Zelte. Der weitere österreichische Angriff schien auf den nächsten Tag verschoben.
Gegen 15 Uhr brachen die Österreicher jedoch ihre Zelte wieder ab und setzen sich abermals in Bewegung. Die Avantgarde und die mittlere Kolonne durchschritten Nieder- und Mittel-Peilau, wurden dann jedoch von preußischem Artillerie- und Infanteriefeuer vom Fischerberg her aufgehalten. Es entwickelte sich ein Artillerie-Duell zwischen den beiden Truppen. Gleichzeitig rückte der rechte österreichische Flügel unter General Lacy – durch Berge verborgen – über Ober-Peilau vor. Eine starke Abteilung unter General Beck umging unbemerkt die Preußen und griff den Fischerberg in Flanke und Rücken an.
Der Herzog von Bevern verteidigte seine Position, da er Hilfe des Königs von Peterswaldau her erwartete. Die österreichischen Truppen unter Beck konnten zunächst auch dank des morastigen Schobergrund aufgehalten werden. Feldmarschall Daun, der auf einer Höhe bei Habendorf das Gefecht verfolgte, gab jedoch um 17:30 Uhr General Lacy den Befehl, den Angriff auf den Fischerberg einzustellen und sich zurückzuziehen, da ihm der Anmarsch starker preußischer Kräfte auf Reichenbach gemeldet wurde. Die Preußen unter Herzog von Bevern entkamen so der vollkommenen Umgehung.
Um 18 Uhr griff General von Werner in das Geschehen ein, indem er mit starker Kavallerie und der gesamten reitenden Artillerie (16 Kanonen) über Ernsdorf, Reichenbach rechts liegen lassend, vorstieß. Ihm folgten neun Bataillone des Generals von Möllendorff. Ziel der Attacke war die linke Flanke der aus Nieder- und Mittel-Peilau heraus angreifenden Österreicher. Das Vorgehen der Kavallerie-Einheiten wurde durch Artilleriefeuer gedeckt.
Die österreichischen Verstärkungen für den linken Flügel kamen nicht mehr rechtzeitig. Die österreichische Kavallerie wurde von den Preußen „über den Haufen geritten“ und in die Peile geworfen, so dass General Brentano seinen linken Flügel zurücknehmen musste. General Daun gab daraufhin den Generalen Lacy und Brentano den Befehl, das Gefecht abzubrechen und in die Stellungen bei Habendorf zurückzukehren. Auch General Beck musste wieder abrücken. Der schnelle Vorstoß Werners entschied das Gefecht für die Preußen.

## Auswirkungen
Friedrich der Große verzichtete darauf, die Österreicher zu verfolgen, da er seine Hauptaufgabe in der Eroberung von Schweidnitz sah. Die Kolonne Möllendorff wurde daher an die Bevernschen Truppen herangezogen. Am Morgen des 17. August meldete die Aufklärung, dass Daun auf den Silberberg abmarschiert. Die Festung Schweidnitz fiel schließlich fünf Wochen später.
Bei den Preußen waren 138 Mann gefallen, 234 verwundet und 614 vermisst, während bei den Österreichern ca. 800 verwundet und gefallen, bzw. 340 gefangen genommen wurden.